# Daniel Gruen
Daniel Gruen (* 16. Juli 1986 in Filderstadt) ist ein deutscher Physiker, Kosmologe und Hochschullehrer.

## Ausbildung
Gruen machte 2006 sein Abitur am Lessing-Gymnasium Winnenden. Er studierte von 2006 bis 2011 Physik an der Ludwig-Maximilians-Universität München (LMU). 2009 erlangte er dort seinen Bachelor, 2011 seinen Master. Seine Master-Arbeit schrieb er von 2010 bis 2011 an der Abteilung für Physik und Astronomie der University of Pennsylvania. 2015 promovierte Gruen an der LMU mit einer Arbeit zum Thema Weak Lensing by Galaxy Clusters: from Pixels to Cosmology. Seine Betreuer waren Ralf Bender und Stella Seitz von der LMU und Gary Bernstein von der Universität Pennsylvania.

## Beruf
Gruen erhielt nach seiner Promotion 2015 ein NASA-Einstein-Stipendium. Er ging als Postdoc an die Stanford University und leitete dort die Arbeitsgruppe Dark Energy Survey weak gravitational lensing (Erforschung der Dunklen Energie mit Hilfe des Schwachen Gravitationslinseneffektes). Zusammen mit Steve Allen, Aaron Roodman und Risa Wechsler beteiligte er sich an kosmologischen Durchmusterungen. 2019 wurde er Panofsky-Fellow und Junior-Gruppenleiter am Stanford Linear Accelerator Center (SLAC) und am Kavli Institute for Theoretical Physics.
2021 wurde Gruen nach München an die LMU berufen auf einen Lehrstuhl für Astronomie und Astrophysik – Astrophysik, Kosmologie und Künstliche Intelligenz, der extra für ihn geschaffen worden war und den er seither innehat.

## Forschungsinteressen
Gruen forscht auf dem Gebiet der Kosmologie, der Dunklen Energie, der Dunklen Materie, der Galaxien, der Galaxienhaufen und großräumigen Strukturen. Er benutzt für seine Untersuchungen die schwachen Gravitationslinseneffekte, photometrische und spektroskopische Untersuchungen. Für die Auswertung der gewonnenen Daten setzt er die künstliche Intelligenz als statistisches Werkzeug ein. Gruen hat mehr als 400 Publikationen und einen h-Index von 85.
Gruen erklärt die Ergebnisse seiner Forschung auch in populärwissenschaftlichen Videos für die breite Öffentlichkeit, so zum Beispiel im Rahmen der Reihe KI Lectures an der LMU.

## Veröffentlichungen (Auswahl)
- Daniel Gruen et al: 4MOST Complete Calibration of the Colour-Redshift Relation (4C3R2), 2023, The Messenger, Band 190 online
- Daniel Gruen, Bhuvnesh Jain, Michael Troxel: Weak Gravitational Lensing, 2021, Kapitel 11 im Buch The Dark Energy Survey: The Story of a Cosmological Experiment, ISBN 978-1-78634-836-4
- Daniel Gruen: Cosmic shear: internal consistency and results from three years of Dark Energy Survey Data, 2020, Bulletin of the American Physical Society, Band 65, Verlag American Physical Society
- Daniel Gruen et al: Dark Energy Survey Year 1 results: the effect of intracluster light on photometric redshifts for weak gravitational lensing, 2019, Monthly Notices of the Royal Astronomical Society, Band 488 online
- Daniel Gruen et al: Density split statistics: Cosmological constraints from counts and lensing in cells in DES Y1 and SDSS data, 2018, Physical Review D, Band 98 online
- Daniel Gruen, Fabrice Brimioulle: Selection biases in empirical p(z) methods for weak lensing, 2017, Monthly Notices of the Royal Astronomical Society, Band 468 online
- Daniel Gruen et al: Weak lensing by galaxy troughs in DES Science Verification data, 2016, Monthly Notices of the Royal Astronomical Society, Band 455 online
- Daniel Gruen, Gary M Bernstein, Mike Jarvis, Barnaby Rowe, Vinu Vikram, Andrés A Plazas, Stella Seitz: Characterization and correction of charge-induced pixel shifts in DECam, 2015, Journal of Instrumentation, Band 10 online
- D Gruen, S Seitz, F Brimioulle, R Kosyra, J Koppenhoefer, C-H Lee, R Bender, A Riffeser, T Eichner, T Weidinger, M Bierschenk: Weak lensing analysis of SZ-selected clusters of galaxies from the SPT and Planck surveys, 2014, Monthly Notices of the Royal Astronomical Society, Band 442 online
- D Gruen, S Seitz, GM Bernstein: Implementation of robust image artifact removal in SWarp through clipped mean stacking, 2014, Publications of the Astronomical Society of the Pacific, Band 126 online
- Daniel Gruen, Gary M Bernstein, Tsz Yan Lam, Stella Seitz: Optimizing weak lensing mass estimates for cluster profile uncertainty, 2011, Monthly Notices of the Royal Astronomical Society, Band 416 online
- D Gruen, S Seitz, J Koppenhoefer, A Riffeser: Bias-free shear estimation using artificial neural networks, 2010, The Astrophysical Journal, Band 720 online